# Mozárabe

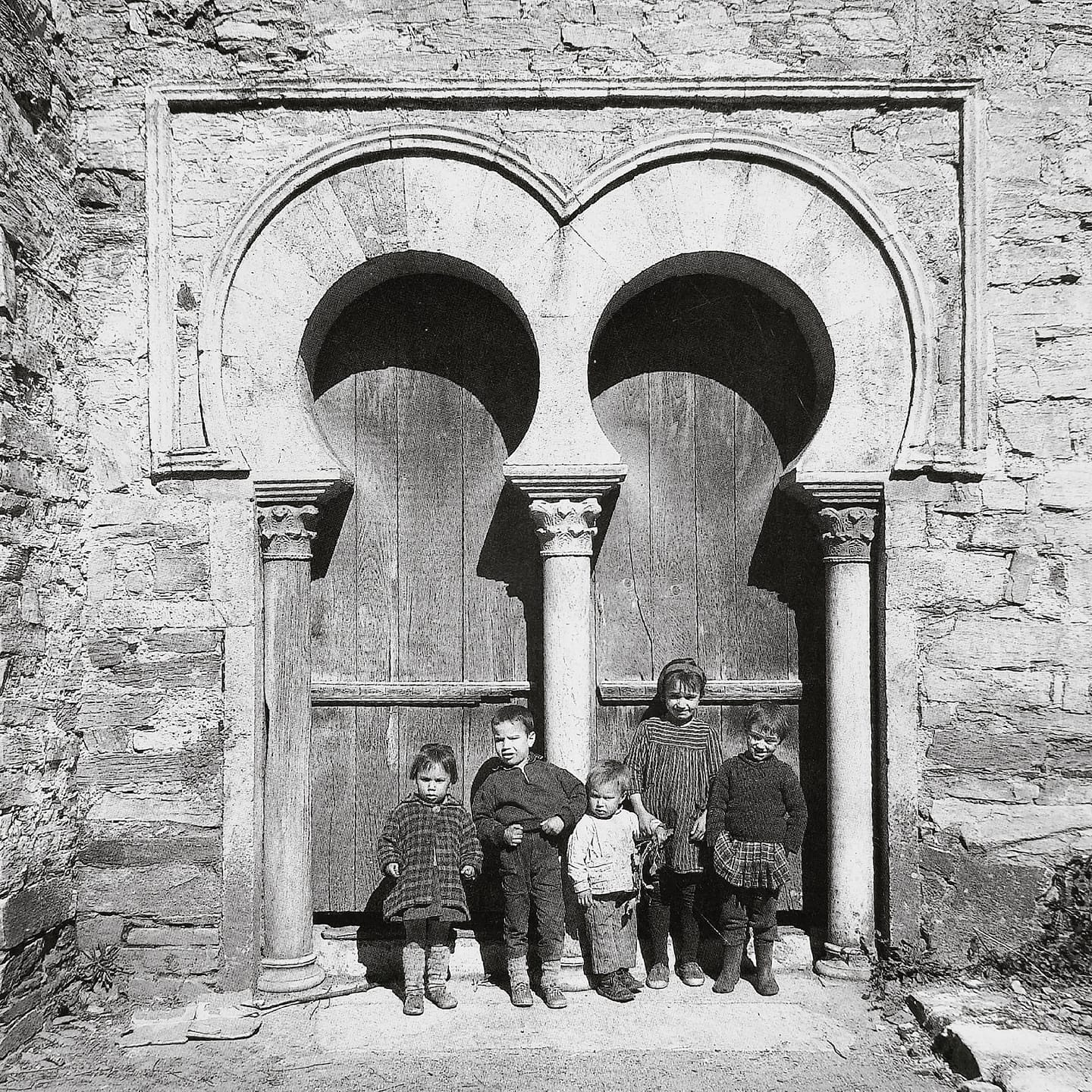
Arcos de herradura del templo mozárabe de Santiago de Peñalba.

Mozárabe (del árabe مستعرب [mustaʕrab], «arabizado») es el nombre con el que se conoce a la población cristiana, de origen hispanovisigodo, que vivía en el territorio de Al-Ándalus y que, como los judíos, eran dhimmis (gentes del Libro, lit. "protegidos"), a diferencia de los paganos que debían aceptar el islam o morir. Bajo la sharia, el estado se comprometía a proteger la vida del individuo, la propiedad, así como la libertad de religión, a cambio de la lealtad al estado y el pago obligatorio de la yizia.
El término «mozárabe» no fue empleado por los musulmanes, sino por los cristianos de los reinos del norte de España para designar a los cristianos de Al-Ándalus que emigraban a sus territorios; este nombre indica que los mozárabes habían tomado usos y costumbres de sus dominadores árabes. Así la palabra «mozárabe» no aparece en los textos árabes sino en los cristianos: el primer documento en que se ha constatado su uso es del reino de León y está fechado en 1024.
Durante el primer siglo desde la islamización de la península, suponían la mayoría de la población de Al-Ándalus, para ir reduciéndose su número como consecuencia de su paulatina e indirectamente forzada conversión al islam, a través, fundamentalmente, de impuestos abusivos y restricciones arbitrarias.  En el siglo X, ya constituían una minoría porque entonces la mayoría de la población andalusí ya era musulmana, tanto en las ciudades como en los campos.
Aunque prácticamente desde el principio hubo episodios de conflicto con el poder musulmán como se constata en los mártires de Córdoba (850-859) o en las revueltas de Omar ben Hafsún, su situación cambió especialmente con la llegada de los almorávides a finales del siglo XI. En 1126, tuvo lugar una masiva deportación de mozárabes al norte de África, lo que supuso su casi completa desaparición de las zonas urbanas del territorio andalusí.

## Historia
Los mozárabes tenían en la sociedad árabe el estatus legal de dhimmis —que compartían con los judíos—, como Gentes del Libro. A efectos prácticos, su cultura, organización política y práctica religiosa eran admitidas, y contaban con cierta cobertura legal. Sin embargo, también se veían obligados a tributar impuestos de los que los musulmanes se veían eximidos, además de contar con otro tipo de restricciones; pues, aunque no se destruyeron las iglesias ya edificadas, no se permitió construir otras ni ampliar las ya existentes. Por estos motivos, a medida que la cultura islámica arraigó en los territorios peninsulares dominados por los musulmanes, los mozárabes se fueron arabizando y muchos de ellos se convirtieron al islam. Los motivos eran principalmente fiscales, dejando de ser mozárabes y pasando a ser designados muladíes. Como algunos autores señalan, la legislación islámica protegía a los grupos "ajenos", pero favorecía su integración en el islam con medidas de orden muy diverso. Las comunidades mozárabes se rigieron por el Liber Iudicorum y sus jueces (quḍāt al-nașārà o iudices) conservaron la tradición de la cultura visigoda, aunque su jurisdicción solo se puso en práctica cuando ambas partes en litigio eran cristianas. Los casos mixtos, como se deriva de Ibn Sahl, eran resueltos por el cadí o el șahib al-šurta. El jefe de la comunidad cristiana, llamado comes o 'conde' tenía funciones recaudatorias (exceptor, mustajriŷ) y judiciales (qādī al-ˁaŷam), que solía delegar.

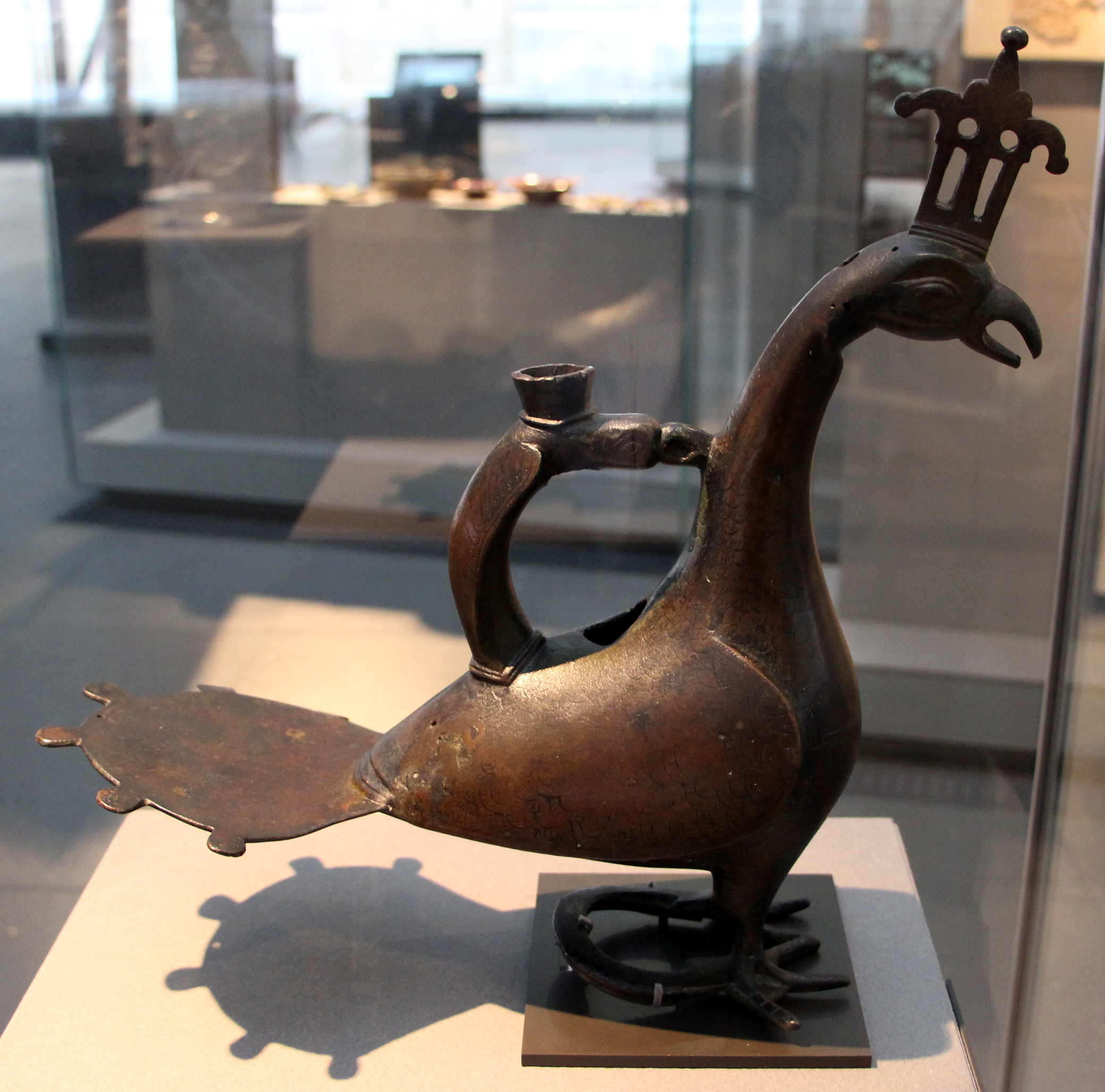
Aguamanil en forma de pavo conservado en el Museo del Louvre que lleva una inscripción bilingüe en árabe y en latín encriptada, pero que se puede interpretar como la fecha de fabricación (año 972) y el nombre del artista, Abd al-Malik al-Nasrani, es decir, "el cristiano". Se trataría de la obra de un broncista mozárabe de Al-Ándalus que quizás trabajaba en la corte de Medina Alzahira, bajo el califato de Al-Hakam II.

Durante la conquista de la península ibérica iniciada en el año 711, los árabes contaron en ocasiones con nobles cristianos hispanovisigodos que cooperaron en la lucha contra otros cristianos.
El carácter inestable de las fronteras y la prolongada presencia árabe en la península ibérica favorecieron la integración entre culturas muy diversas entre sí. Dado el carácter eminentemente religioso de la sociedad islámica, con la progresiva integración (no solo lingüística y legal, sino también religiosa y cultural) se facilitó que, con el paso del tiempo, los herederos de la sociedad hispanovisigoda pasasen a adquirir la consideración de musulmanes. La conversión, por tanto, representaba mucho más que un gesto de índole religiosa. De cualquier modo, se han documentado igualmente casos de "falsas conversiones", aunque en su mayoría -y motivados por razones socioeconómicas y culturales, o por simple olvido de la antigua religión- los cristianos fueron asimilándose progresivamente al islam. Así pues, los cristianos dominados por los musulmanes, se arabizaron culturalmente, por lo que fueron llamados mozárabes (arabizados), aunque siguieron siendo cristianos.
Este proceso fue, por lo general, pacífico, aunque eso no explica que algunos mozárabes huyeran a los reinos cristianos del norte, y que las reclamaciones de la comunidad cristiana solían verse desdeñadas por los juristas islámicos y en alguna ocasión la parcialidad legal provocó revueltas, motines y martirios voluntarios.

## Restricciones y cristianofobia

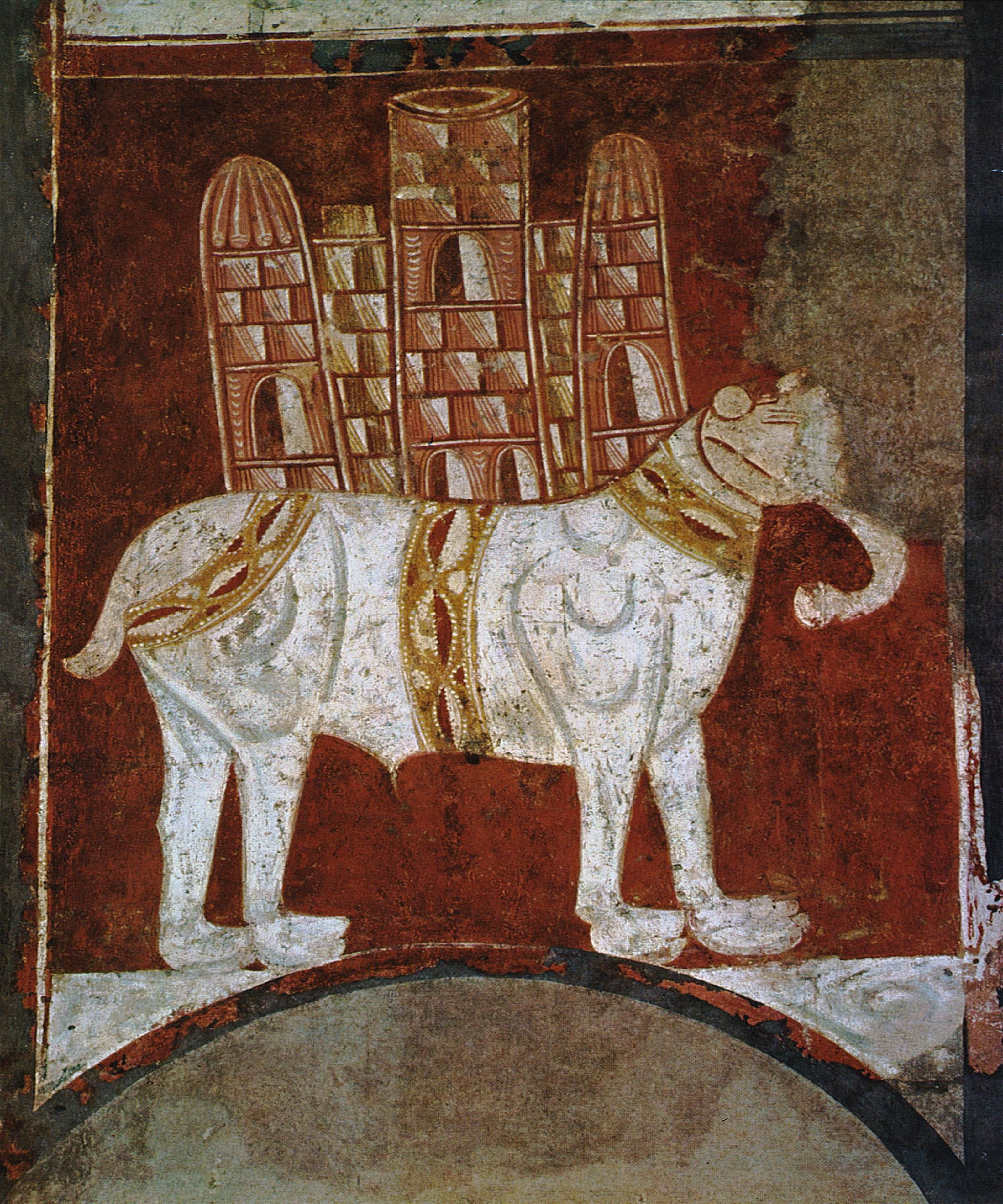
Pintura mural mozárabe de San Baudelio de Berlanga, actualmente en el museo del Prado

Durante la dominación andalusí, se aplicaron los preceptos del Pacto de Omar, referente de trato legal para los dhimmis en todos los territorios conquistados por los musulmanes. La finalidad de estos pactos eran la subyugación y la dominación política en regiones de mayoría no islámica. Las condiciones eran muy duras, y a pesar de los múltiples cambios políticos de la inestable al-Ándalus, lo que nunca varió fue la paulatina pérdida por parte de los cristianos de su número y patrimonio. Casos muy parecidos son los de grupos como los coptos en Egipto, los melquitas en Siria, los maronitas en el Líbano o zonas que mantuvieron amplias mayorías de cristianos hasta los siglos XI y XII como lo que hoy es Argelia, Túnez o Irán e Irak.   
Los cristianos no disfrutaban de los mismos derechos bajo el dominio islámico, y sus garantías originales, al principio bastante amplias, fueron disminuyendo constantemente. Todavía se les permitía practicar su propia religión en privado, pero su autonomía cultural se redujo cada vez más con el tiempo. Los mozárabes inevitablemente perdieron más y más estatus, pero mantuvieron durante mucho tiempo su dignidad y la integridad de su cultura, y nunca perdieron el contacto personal y cultural con el mundo cristiano.
En las generaciones que siguieron a la conquista, los gobernantes musulmanes promulgaron nuevos estatutos claramente desventajosos para los dhimmi. Finalmente, se prohibió la construcción de nuevas iglesias y el sonido de las campanas de iglesia. Pero cuando Eulogio de Córdoba registró el martirologio de los Mártires de Córdoba durante la década posterior a 850, era evidente que al menos cuatro basílicas cristianas permanecían en la ciudad, incluyendo la iglesia de san Acisclo que había albergado los únicos reductos en 711, y nueve monasterios y conventos en la ciudad y sus alrededores; sin embargo, su existencia pronto se hizo precaria.
Líderes cristianos eran decapitados, entre ellos san Eulogio de Córdoba según Kenneth Baxter Wolf, así como otros dos cristianos ejecutados en 860, y poco después de un tercero según registros históricos. Las ejecuciones posteriores fueron en 888–912 y 913–920. Todavía se registraron más ejecuciones en Córdoba en 923 (Eugenia), un niño Pelagio en 925 (por negarse a convertirse al islam y someterse a las insinuaciones sexuales del califa), y Argentea en 931. Según Wolf, las ejecuciones habrían continuado.

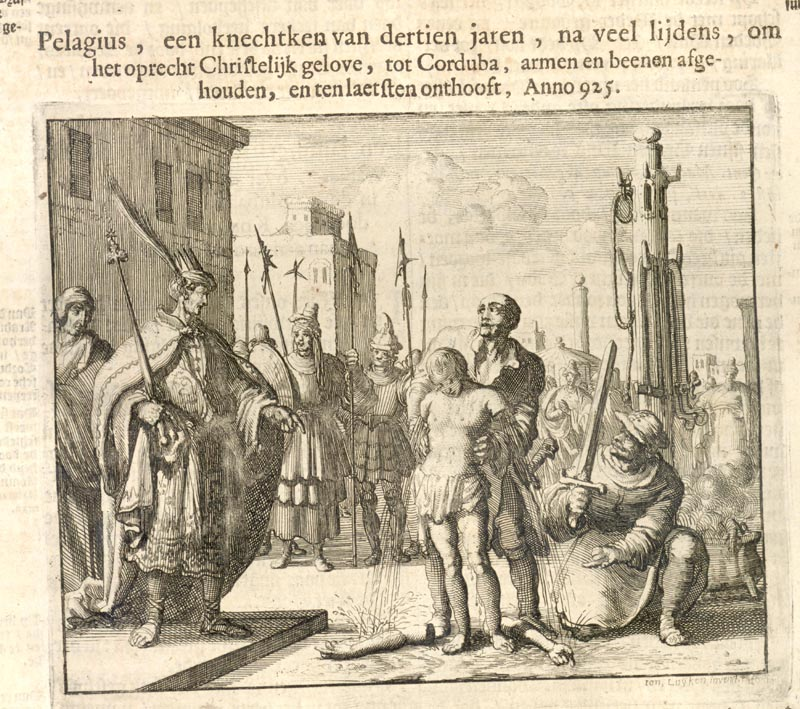
Pelayo representado en 1660 en Espejo de los Mártires.

A partir de este momento, los cristianos fueron alienaron cada vez más no solo porque no podían construir nuevas iglesias o tocar las campanas de las iglesias, sino principalmente porque fueron excluidos de la mayoría de los puestos de autoridad política, militar o social y sufrieron muchas otras indignidades como desiguales bajo la ley islámica. A mediados del siglo IX, como revela el episodio de los mártires de Córdoba, existía una clara oposición cristiana a la presión sistemática de una variedad de instrumentos legales y financieros del islam, resistiendo su conversión y absorción en la cultura musulmana.
La reacción oficial inicial a los mártires de Córdoba fue acorralar y encarcelar a los líderes de la comunidad cristiana. Hacia el final de la década de los mártires, el martirologio de Eulogio comienza a registrar el cierre de los monasterios y conventos cristianos, lo que llevaría a una lenta pero sistemática eliminación del cristianismo.
Con la Reconquista, los mozárabes se integraron en los reinos cristianos, donde los reyes privilegiaron a quienes se asentaron en las tierras fronterizas. También emigraron al norte al reino de los francos en tiempos de persecución. 
Un número significativamente grande de mozárabes se asentó en el Valle del Ebro. El rey Alfonso VI de León indujo a los colonos mozárabes prometiéndoles tierras y recompensas. Su importación de pobladores mozárabes de Al-Ándalus fue muy singular por su carácter sorprendente. Según el historiador anglo-normando, Orderic Vitalis, Alfonso envió a unos 10.000 mozárabes para que se establecieran en el Ebro. Los mozárabes eran escasos en Tudela o en Zaragoza, pero eran más comunes en lugares como Calahorra, conquistada por el Reino de Navarra en 1045.

## Arte mozárabe

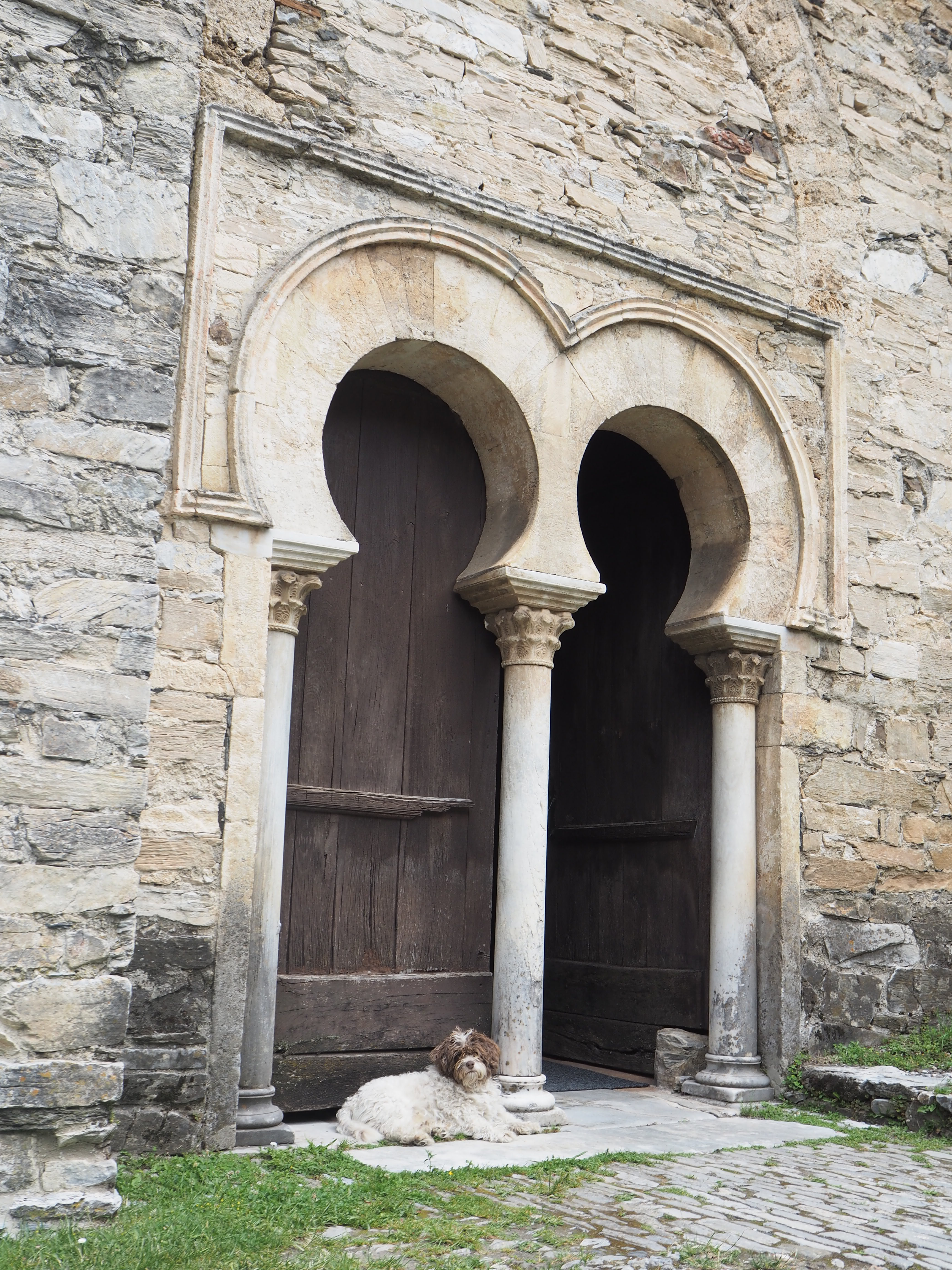
Arcos de herradura en la iglesia mozárabe de Santiago de Peñalba

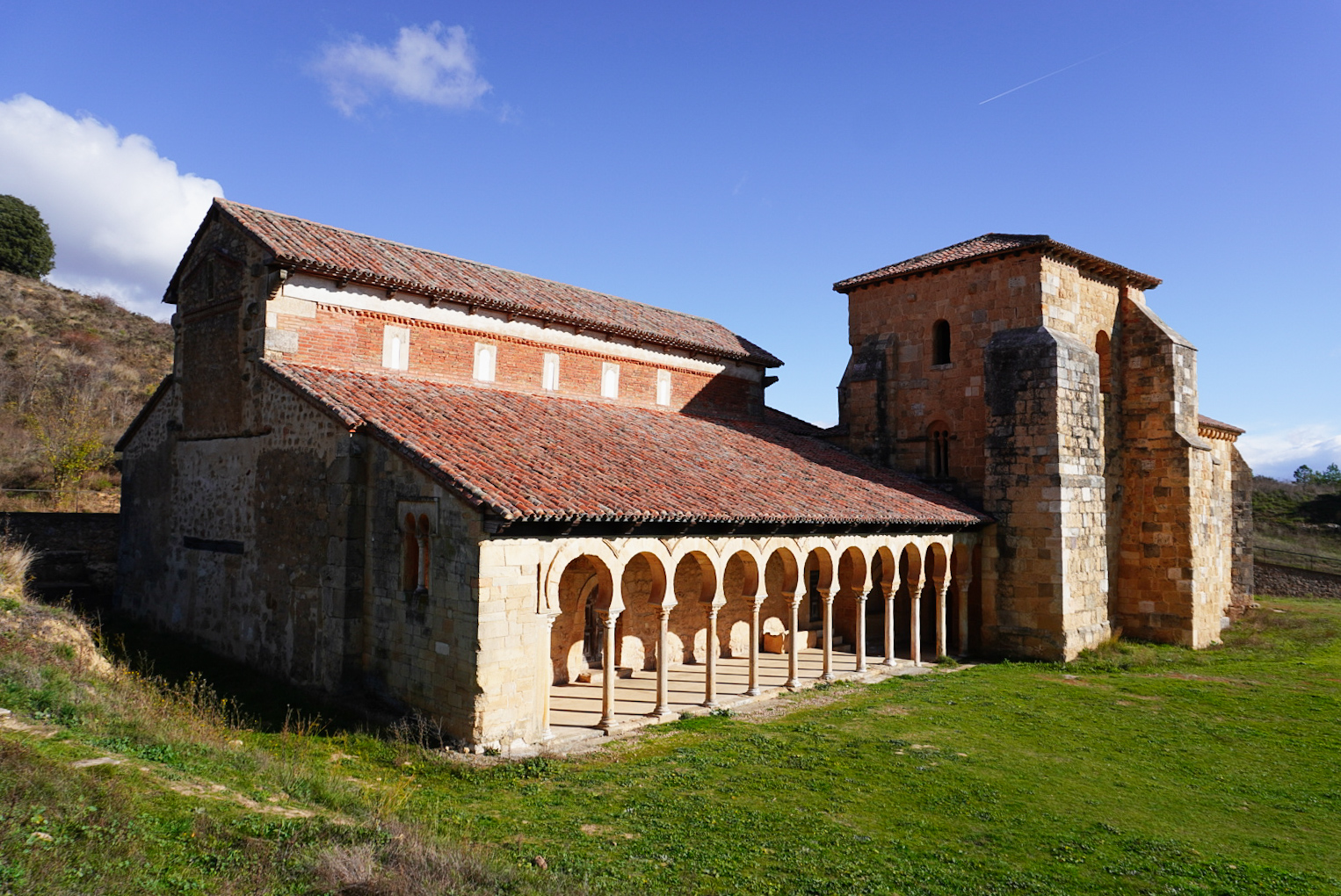
Monasterio de San Miguel de Escalada

El arte mozárabe es una expresión artística diversa y mestiza que floreció principalmente en al-Ándalus y en el reino de León durante el siglo X. Se caracteriza por la fusión de influencias de la tradición visigoda del norte con el arte hispanomusulmán del califato de Córdoba, con raíces bizantinas.
En el reino de León las comunidades de monjes mozárabes emigrados del sur participaron de la construcción de modestas iglesias de una sola nave con cabecera rectangular, típicas de la primera repoblación, pero también de complejos monásticos entre los que destacan Santiago de Peñalba, San Miguel de Escalada, San Cebrián de Mazote, Santa María de Wamba o San Salvador de Palat de Rey.
Las élites leonesas fueron los principales precursores de este arte, desde la monarquía hasta figuras civiles y eclesiásticas del entorno regio, como el obispo San Genadio de Astorga o el noble galaico Rosendo de Celanova. Aunque cristianos del norte, estaban influenciados por gustos andalusíes. Este fue el caso del rey Alfonso III, que incluso envió a su hijo a la corte de los Banu Qasi en Zaragoza.
Dentro del territorio conquistado por al-Ándalus apenas han quedado testimonios de templos construidos por mozárabes. El ejemplo más destacado son las iglesias rupestres de Bobastro, situadas en Ardales, provincia de Málaga. Este singular enclave, excavado en la roca, formó parte de un complejo defensivo y religioso durante la rebelión liderada por Omar ibn Hafsún, un líder convertido al cristianismo que desafió al emirato de Córdoba en el siglo IX. Bobastro, además de su función litúrgica, simbolizó la resistencia frente al poder islámico, dejando un legado arquitectónico e histórico que refleja la tensión y las influencias culturales de la época.
El arte mozárabe fusiona dos tradiciones, una septentrional cristiana y otra meridional musulmana, que, a pesar de sus diferencias, compartían una raíz clásica mediterránea. Para las personas de esa época no existían distinciones conceptuales claras entre ambas, considerándolas parte de una tradición común. Este arte se destaca por su gran variedad formal, siendo un estilo promiscuo y original en el contexto del prerrománico europeo. Las construcciones mostraban una mezcla única de estilos, siendo prolíficas en experimentar con estructuras abovedadas, cúpulas, capiteles y relieves, y en la técnica de la pintura mural "a la romana" con influencia andalusí.

## Lengua mozárabe
Por lo que se refiere a la lengua mozárabe, estuvo constituida por distintos dialectos romances. No había unidad entre ellos y, a diferencia de otras lenguas románicas, los pocos testimonios escritos que nos han llegado están en alfabeto árabe en vez de alfabeto latino. Según Sola-Solé, el mozárabe formó "parte del habla propia de las comunidades cristianas que, sometidas al islam, continuaban viviendo en los grandes centros urbanos del antiguo reino visigótico". Conocemos estos dialectos por las jarchas, estrofas finales de las poesías denominadas moaxajas de los poetas andalusíes, que en ocasiones usaban estribillos romances con algunos arabismos y hebraísmos.

Los términos árabes contenidos en nuestras jarchas proceden, por lo común, del fondo de la lengua poética y se relaciona con el mundo del amor, tema primordial de nuestras jarchas. (Sola-Solé pg. 35)

Según Sola-Solé, la lengua mozárabe es una mezcla de 40% de términos orientales y 60% de vocablos romances y de estas palabras orientales, la mayoría son sustantivos y los verbos son mucho menos frecuentes.
Unos ejemplos de palabras españolas modernas derivadas del árabe
algodón <  al-qutun
alfombra < al-ḥumra
alcoba < al-qubbah
aldea < ad-dayah
alcalde < al-qadi 'el juez'
albóndiga < al-bunduqa

### Fonética y morfología
En algunos aspectos, el mozárabe ha sido visto como más arcaico que las otras lenguas romances. A partir de los pocos documentos escritos identificados como mozárabe, ejemplos de estas características arcaicas son la preservación de grupos consonánticos del latín (CL, FL, PL) y de consonantes sordas intervocálicas (P, T, C) como en las palabras lopa (loba), toto (todo), y formica (hormiga).
La morfología de unas palabras es más similar al latín que a otras lenguas romances en general. Esta variedad romance tuvo un impacto substancial en la formación del portugués, español, y en particular el español de Andalucía, lo cual explica por qué estos idiomas tienen palabras de origen árabe andalusí.

### Problemas de traducción
El debate que rodea la traducción del mozárabe se relaciona sobre todo con la escritura árabe, en la que las vocales generalmente no se escriben. Como resultado, cada traducción de las jarchas es algo distinta, ya que viene dada por la transcripción e interpretación que cada especialista lleva a cabo a partir únicamente de las letras que representan consonantes. Ya que el mozárabe fue una lengua mezclada, en cada región en la que se hablaba tenía una mezcla diferente; el mozárabe de diferentes regiones tendría tendencias, reglas, y pautas diferentes de los otros. Por eso, hay mucho debate y dificultad en la traducción del mozárabe y en particular de las jarchas.

"Naturalmente las mayores dificultades para la recta interpretación de las voces mozárabes se refieren a las vocales, no sólo porque éstas con frecuencia no se reproducen gráficamente, sino también por el reducido sistema vocálico del árabe clásico, y la inexistencia de vocales agrupadas en hiatos o diptongos decrecientes. Como es sabido, en la lengua clásica árabe sólo existen tres vocales: /a/ /i/ /u/. Las primeras dificultades se plantean, a la hora de tratar de reproducir, empleando los caracteres árabes, una /e/ o una /o/ de la lengua romance." (Galmés de Fuentes pg. 47)

### Muestra de mozárabe delsigloXI
| Mozárabe:                                                                                                   | Castellano: | Ladino/ Judeoespañol:                                                                                                  | Gallego- Portugués: | Gallego: | Catalán: | Leonés/ Asturiano: | Portugués: | Latina: |
| Mio sîdî ïbrâhîm yâ tú uemme dolge fente mib de nohte in non si non keris irey-me tib gari-me a ob legar-te | Mi señor Ibrahim, ¡oh tú, hombre dulce! ven a mí por la noche. Si no, si no quisieres, iré a ti, dime dónde encontrarte. | Mio sinyor Ibrahim, Ay vos!, hombre dulse! venite a mi de noche. Si non, si non keres, ire a vos, decime onde toparte. | Meu senhor Ibrâhim, ó tu, homem doce! vem a mim de noite. Se non, se non queres, ir-me-ei a ti, diz-me onde te encontro. | Meu señor Ibrahim, oh ti/tu, home doce! ven a min de noite. Se non, se non quixeres, ireime a ti, dime onde te encontro. | Mon senyor Ibrahim, oh tu, home dolç! Vine a mi de nit. Si no, si no vols, aniré a tu, digues-me (dis-me) on et trobo/e. | El mio señor Ibrahim, á tu, home melgueru! ven a min pela nueche. Si non, si nun quies, dire a ti, dime ónde atopate. | Meu senhor Ibrahim, ó tu, homem doce! Vem a mim de noite. Senão, se não quiseres, ir-me-ei a ti, diz-me onde te encontro. | O domine mi Ibrahim, o tu, homo dulcis! Veni mihi nocte. Si non, si non vis, ibo tibi, dic mihi ubi te inveniam. |

## Los mozárabes de hoy, como comunidad litúrgica
Los mozárabes que vivían en territorios que fueron reconquistados por los reinos cristianos del norte, acabaron fusionándose con los conquistadores, con los que compartían religión. Sin embargo, durante algún tiempo se mantuvo en algunos lugares una identidad claramente separada para ambos grupos, por ejemplo en la ciudad de Toledo.
Diversas parroquias de Toledo usaban en los oficios religiosos un rito mozárabe distinto al del norte de España: parroquias de San Torcuato, San Sebastián, Santas Justa y Rufina, San Marcos, Santa Eulalia y San Lucas. Este rito aún subsiste por tradición en varias iglesias de la ciudad: Misa y oficio se celebran diariamente en latín en la capilla del Corpus Christi de la Catedral Primada de Toledo; la misa en rito hispano mozárabe se celebra en español semanalmente (cada martes, a las 19 h.) en el monasterio de las Hermanas Clarisas de Madrid -junto a Cibeles-; mensualmente en el Monasterio de Santa María de Valdediós (Asturias); según calendario en la Catedral Vieja de Salamanca y, esporádicamente, en muchos lugares de España.
En el año 1992, fue presentado al papa Juan Pablo II el primer volumen del Nuevo Misal Hispano-Mozárabe. Celebró entonces, él mismo, la Santa Misa en este rito el 28 de mayo del mismo año, siendo así la primera vez que lo hacía un papa.
Con motivo de la celebración del 800 aniversario de la conquista de la ciudad de Alcaraz, en la actual provincia de Albacete, por el rey Alfonso VIII de Castilla, se celebró allí el 23 de mayo de 2013, en la Parroquia de la Santísima Trinidad y Santa María, una misa por este rito, presidida por el arzobispo de Toledo y superior del Rito Mozárabe, queriendo reconocer con este gesto los esfuerzos de conservación de este legado a lo largo de los siglos.

## Caballeros mozárabes
Estos son los caballeros pertenecientes a la Ilustre y Antiquísima Hermandad de Caballeros Mozárabes de Nuestra Señora de la Esperanza de San Lucas de la Imperial ciudad de Toledo.
Estos caballeros son descendientes directos de aquellos cristianos que vivieron bajo dominación musulmana en la ciudad de Toledo y que ayudaron al Rey Alfonso VI a conquistar la ciudad. Alfonso VI Reconoció la cristiandad de estos caballeros otorgándoles el "Fuero Mozarabus" y concediéndoles en el año 1085 el privilegio, entre otros, de poder ser armados caballeros, que en ese tiempo era concederles la hidalguía, pues únicamente los nobles tenían acceso al estamento militar. 
El 20 de marzo de 2001, se conmemoró en Toledo, (de acuerdo con el Programa de actos y ponencias preparado ), los 900 años de la concesión, por Alfonso VI, Rey de Castilla y León, del Fuero, Privilegio o "Charta Firmitatis", en XIII kalendas de abril de la Era 1130 (20 de marzo de 1101), favoreciendo "ad totos Mozárabes de Toleto, tam Cavalleros quam Pedones", por el que, en traducción del medieval "LIBRO DE LOS PRIVILEGIOS DE TOLEDO", "los absuelvo de toda Lex de subjectión antigua et dó vos prescripta libertad", facultándoles a seguir rigiéndose por el "Libro del Fuero Judgo antiguo" y -principalmente- "doles libertad que si alguno fuere de entrellos de pie e quisiere e oviere poder, que sea Cavallero", que fue lo mismo que declararles nobles, pues en ese tiempo la milicia era puramente militar. Es el más antiguo Fuero Gentilicio conservado, transcrito literalmente del original "escrito en letra gótica, en pergamino de cuero", en la confirmación de Pedro I, dada en las Cortes de Valladolid, a 25 de octubre de 1351, procediendo de él la calidad y denominación honorífica, hasta hoy vigente, de "Caballero" o "Dama Mozárabe de Toledo". Nace también de este Fuero, donde se declara, entre otras cosas la hidalguía de los mozárabes, confirmado por la mayoría de los Reyes de Castilla y de España, la Ilustre Comunidad Mozárabe de Toledo, integrada hoy por cerca de 2000 familias de esta calidad, rito y jurisdicción parroquial personal.
El título con que se trata a estos caballeros es el de Ilustrísimo.
La comunidad Mozárabe, formada por familias, cuenta en la actualidad con una rama social,
la Hermandad de Caballeros y Damas Mozárabes que desfilan en la Procesión del Corpus Christi, entre otros actos, se agrupan en torno a las dos parroquias matrices de las Santas Justa y Rufina y de Santa Eulalia y San Marcos, en Toledo. La cabeza de la mozarabía es el Cardenal Primado de las Españas y Arzobispo de Toledo, además de existir una rama cultural, a través del instituto de Estudios Visigótico-Mozárabes de Toledo.
El Cardenal Francisco Jiménez de Cisneros hizo construir en la Catedral de Toledo la capilla del Corpus Christi para que en ella, por privilegio papal, se celebre la misa y el oficio coral según el Rito Mozárabe o Liturgia Hispánica, supervivencia de la liturgia hispanovisigoda, conservada por los cristianos que vivieron sometidos al dominio árabe. Protegida por una reja gótica encierra en su interior un mosaico de la Virgen con el Niño, mandado construir en Roma por el Cardenal Lorenzana, y una gran pintura mural de Juan de Borgoña conmemorativa de la toma de Orán por el Cardenal Cisneros, regente del Reino en 1509, bajo una cúpula octogonal obra de Jorge Manuel Theotocópuli, hijo del Greco.
Actualmente los Caballeros Mozárabes participan en la procesión del Corpus Christi de Toledo. Desde el año 2005 la entidad se encuentra hermanada con la Real Cofradía de Caballeros Cubicularios de Zamora.
Para este tipo de actos visten manto de paño azul con birrete del mismo color y con la cruz de Alfonso VI bordada sobre el brazo izquierdo (birrete y paño con detalles dorados).